# Джеронімо
Джеронімо (англ. Geronimo; ім'я чірікауа Гуяхле (Guyaałé), означає «Той, хто позіхає»; 16 червня 1829 — 17 лютого 1909) — відомий військовий ватажок чірікауа-апачів, який протягом 25 років очолював боротьбу проти вторгнення США на землю свого племені. 1886 року був змушений здатися американській армії. На сьогодні він є одним з національних народних героїв країни.

## Біографія
Гоятлай (Джеронімо) народився у племені бедонкое, яке належить до чірікауа, поблизу від річки Гіла, на території сучасної Аризони, на той час — у володінні Мексики, однак родина Джеронімо завжди вважала цю землю своєю.
Походження прізвиська Джеронімо невідоме. Деякі вважають, що воно походить від Святого Ієроніма (у західній вимові Джером), якого мексиканські вороги Гоятлая закликали на допомогу під час боїв. За іншою версією прізвисько Джеронімо — транскрипція того, як дружні йому мексиканські торговці вимовляли справжнє ім'я Гоятлая.
Батьки Джеронімо навчили його відповідно до традицій апачів. Одружився з жінкою з племені чірікауа і мав трьох дітей. 5 березня 1851 року загін з 400 мексиканських солдатів зі штату Сонора під керівництвом полковника Хосе Марія Карраско напав на табір Джеронімо біля Ханосу у той час, як більшість чоловіків племені вирушили до міста торгувати. Серед убитих виявилися дружина, діти і мати Джеронімо. Вождь племені, Мангас Колорадас, вирішив помститися мексиканцям і відправив Гоятлая до Кочісу за допомогою. Хоча, за словами самого Джеронімо, він ніколи не був вождем племені, з цього моменту він став його військовим лідером. Для племені чірікауа це також означало, що він був і духовним лідером. Відповідно до занятої посади саме Джеронімо очолював багато рейдів проти мексиканців, а згодом і проти армії США.
Завжди поступаючись противникові числом у битві з мексиканськими і американськими військами, Джеронімо прославився своїми відвагою і невловимістю, які він демонстрував з 1858 по 1886 роки. Наприкінці його військової кар'єри очолював крихітний загін з 38 чоловіків, жінок і дітей. Цілий рік за ним полювали 5 тисяч солдатів армії США (чверть всієї американської армії на той момент) і кілька загонів мексиканської армії. Люди Джеронімо були одними з останніх незалежних індіанських воїнів, які відмовилися визнати владу уряду Сполучених Штатів на Американському Заході. Кінець опору настав 4 вересня 1886 року, коли Джеронімо був змушений здатися американському генералові Нельсону Майлзу в Аризоні.
Джеронімо та інших воїнів відправили до Форт-Пікенса, штат Флорида, а його сім'ю до Форт-Меріона. Вони возз'єдналися у травні 1887 року, коли всі разом були перевезені у Казарми Маунт-Вернон в Алабамі на п'ять років. 1894 року Джеронімо перевезли до Форт Сілл в штаті Оклахома.

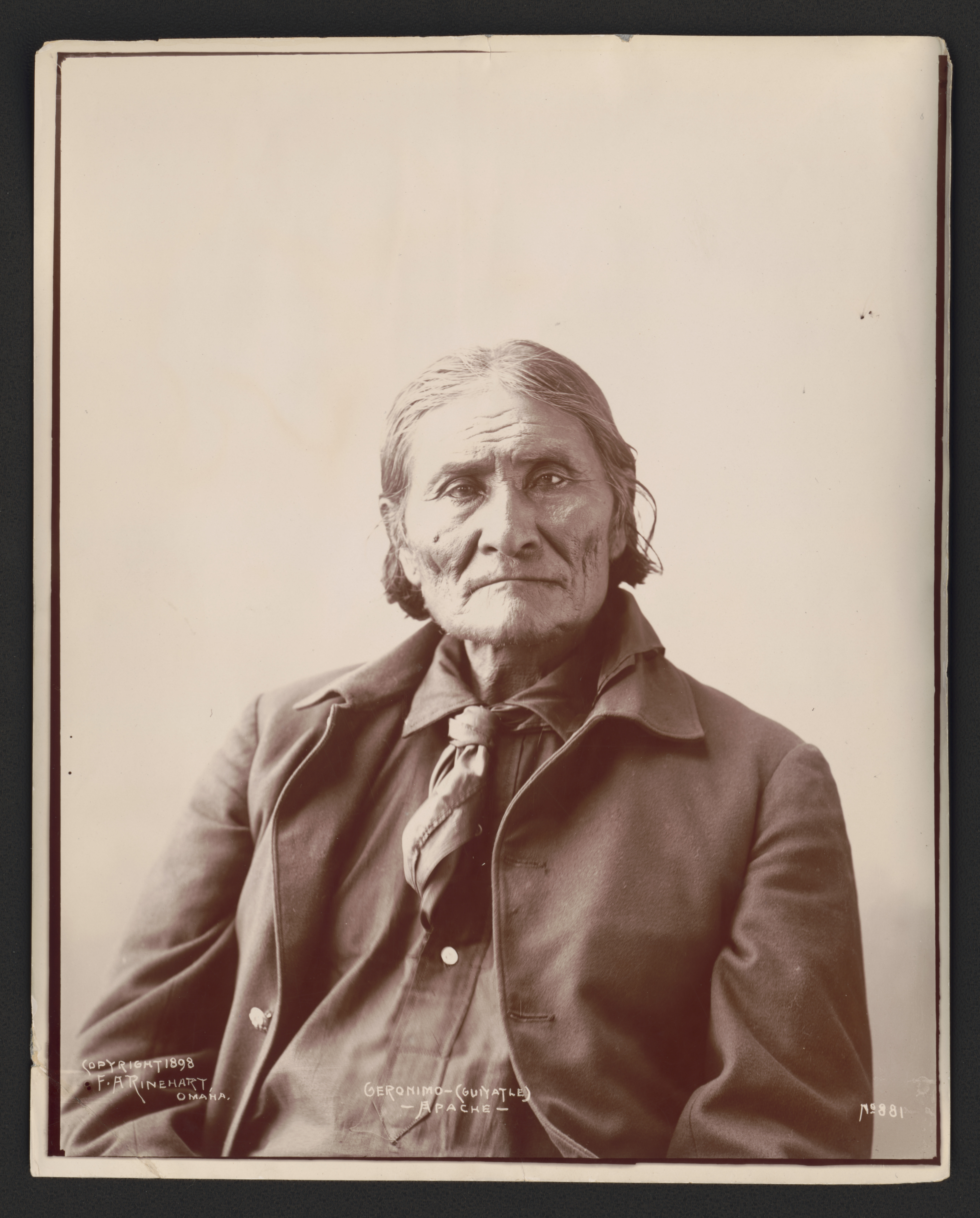
Джеронімо (1898 рік)

У літньому віці він став знаменитістю. З'являвся на виставках, включаючи всесвітню виставку 1904 року у Сент-Луїсі, штат Міссурі, де продавав сувеніри і власні фотографії. Однак повернутися на землю предків йому не дозволялося. Джеронімо брав участь у параді з нагоди інавгурації президента США Теодора Рузвельта у 1905 році. 17 лютого 1909 року він помер від пневмонії у Форт Сілл та був похований на місцевому кладовищі полонених індіанців-апачів.
У 1905 році Джеронімо погодився розповісти свою історію С. М. Барретту, главі департаменту освіти у Лоутоні, територія Оклахоми. Барретт звернувся за дозволом до президента, щоб опублікувати книгу. Джеронімо розповідав тільки те, що хотів розповісти, не відповідав на запитання і нічого не міняв у своєму оповіданні. Ймовірно Барретт не робив власних великих змін в оповіданні Джеронімо. Фредерік Тернер пізніше перевидав цю автобіографію, прибравши примітки Барретта і написавши вступ для не-апачів.

## Екранізації
- У 1962 році у США вийшов у прокат кінофільм кінокомпанії Metro-Goldwyn-Mayer «Джеронімо».
- 1993 року кінокомпанією Columbia Pictures було знято кінофільм «Джеронімо: американська легенда».
- У тому ж 1993 році компанією «Turner pictures» випущений фільм Роджера Янга «Джеронімо».

## Цікаві факти
- Клич «Джеронімо!» Використовується у повітряно-десантних військах США десантниками-парашутистами під час стрибка з літака. 1940 року рядовий 501-го експериментального повітряно-десантного полку на ім'я Ебергард запропонував товаришеві використовувати за бойовий клич ім'я індіанця з переглянутого напередодні фільму. Через деякий час весь загін люто кричав «Джеронімо!», при десантуванні з літака, а сьогодні цей клич є вже традиційним для повітряно-десантних військ США. Як бойовий вигук, що символізує лють, відвагу і віру у перемогу (схоже за значенням зі «Слава!» і японським «Банзай!»), клич «Джеронімо!» згадується в різних творах літератури, кіномистецтва, комп'ютерних іграх.
- Клич «Джеронімо!» використовують Одинадцятий Доктор, герой британського фантастичного серіалу Доктор Хто, Агент Джонні Інгліш, герой однойменного фільму, стрибаючи з парашутом з гелікоптера, герої фільму «Гарячі голови — 2», причому третім стрибає нібито сам Джеронімо і кричить «Я!», а також полярні ведмеді, стрибаючи в замерзле озеро, з мультиплікаційного фільму «Балто».